# Theritas augustula
Theritas augustula is een vlinder uit de familie van de Lycaenidae. De wetenschappelijke naam van de soort is voor het eerst geldig gepubliceerd in 1877 door William Forsell Kirby. De soort komt voor in Mexico, Costa Rica en Panama.